# Twin Peaks (serie televisiva 2017)
Twin Peaks (pubblicizzata anche come Twin Peaks - Il ritorno e Twin Peaks - La serie evento) è una serie televisiva statunitense del 2017 scritta da Mark Frost e David Lynch, diretta interamente da quest'ultimo e trasmessa dalla rete via cavo Showtime.
Si tratta di un sequel della serie televisiva I segreti di Twin Peaks, originariamente trasmessa tra il 1990 e il 1991 dalla ABC, ed è pertanto anche nota come "terza stagione di Twin Peaks". Kyle MacLachlan ritorna nel ruolo dell'agente speciale Dale Cooper, a cui si affiancano vecchi e nuovi membri del cast. La trama della serie, tenuta segreta, è stata definita dal presidente di Showtime David Nevins come l'odissea di Dale Cooper di ritorno a Twin Peaks.
La serie ha ottenuto il plauso della critica, con elogi per la sua struttura narrativa non convenzionale, gli effetti visivi e la recitazione del cast. performance. Rolling Stone, The Washington Post ed Esquire l'hanno eletta come miglior programma televisivo del 2017. e nel dicembre 2019, i critici di Vulture hanno nominato Twin Peaks la migliore serie televisiva degli anni 2010, mentre la rivista cinematografica francese Cahiers du cinéma l'ha nominata il miglior film del decennio.

## Trama
Venticinque anni dopo gli eventi dell'episodio Oltre la vita e la morte, l'agente speciale Dale Cooper è ancora intrappolato all'interno della Loggia Nera e prepara finalmente la sua fuga grazie all'aiuto di MIKE. Il suo doppelgänger (posseduto ancora da BOB) è invece libero nel mondo reale, ed è invischiato in diverse attività criminali, con due giovani Ray e Darya e sta cercando un modo per evitare di rientrare nella Loggia Nera. Un giorno Cooper, tra i teli rossi della Loggia, incontra un albero parlante, il quale afferma che per poter tornare nel mondo reale, dovrà trovare BOB e farlo rientrare.
A seguito di questo incontro, Cooper vive una sorta di delirio psichico, al termine del quale si scambia di posto con un altro suo doppelgänger, l'assicuratore di Las Vegas Douglas "Dougie" Jones. Nel frattempo la morente Signora Ceppo, è in contatto con il vice sceriffo Hawk e lo spinge a riaprire le indagini sulla sparizione dell'Agente Cooper e gli da alcuni indizi per trovarlo.
Nel Sud Dakota, il misterioso omicidio di una bibliotecaria, attira l'attenzione del vicedirettore dell'FBI Gordon Cole e dei suoi colleghi Albert Rosenfield e Tammy Preston. La storia principale si intreccia con molte sottotrame, che coinvolgono vecchi e nuovi personaggi della serie.

## Episodi
| Stagione       | Episodi | Prima TV USA | Prima TV Italia |
| -------------- | ------- | ------------ | --------------- |
| Prima stagione | 18      | 2017         | 2017            |

## Personaggi e interpreti
- Dale Cooper / doppelgänger di Cooper / Douglas "Dougie" Jones, interpretati da Kyle MacLachlan, doppiato da Stefano Benassi

### Twin Peaks
- Ubriaco, interpretato da Jay Aaseng, doppiato da Edoardo Siravo
- Cameriera del RR Diner, interpretata da Kate Alden
- Shelly Briggs, interpretata da Mädchen Amick, doppiata da Claudia Catani
- Abbie, interpretata da Elizabeth Anweis
- Bobby Briggs, interpretato da Dana Ashbrook, doppiato da Riccardo Niseem Onorato
- Ronette Pulaski, interpretata da Phoebe Augustine[7]
- Benjamin Horne, interpretato da Richard Beymer, doppiato da Massimo Rinaldi
- Hannah, interpretata da Gia Carides
- Federico, interpretato da Vincent Castellanos, doppiato da Vladimiro Conti
- Wally "Brando" Brennan, interpretato da Michael Cera, doppiato da Davide Perino
- Josie Packard, interpretata da Joan Chen[7]
- Doris Truman, interpretata da Candy Clark, doppiata da Anna Rita Pasanisi
- Trick, interpretato da Scott Coffey
- Margaret Lanterman (La Signora Ceppo), interpretata da Catherine E. Coulson, doppiata da Aurora Cancian
- Charlotte, interpretata da Grace Victoria Cox
- Cantante del Roadhouse, interpretata da Julee Cruise
- Sylvia Horne, interpretata da Jan D'Arcy, doppiata da Melina Martello
- Leo Johnson, interpretato da Eric DaRe[7]
- Nathalie, interpretata da Ana de la Reguera, doppiata da Gaia Bolognesi
- Tom Paige, interpretato da Hugh Dillon
- Richard Horne, interpretato da Eamon Farren, doppiato da Andrea Mete
- Audrey Horne, interpretata da Sherilyn Fenn, doppiata da Roberta Greganti
- Ella, interpretata da Sky Ferreira
- Sceriffo Frank Truman, interpretato da Robert Forster, doppiato da Ugo Maria Morosi
- Cyril Pons, interpretato da Mark Frost, doppiato da Rodolfo Bianchi
- Bambino che gioca, interpretato da Travis Frost
- Dr. Will Hayward, interpretato da Warren Frost, doppiato da Luciano De Ambrosis
- Red, interpretato da Balthazar Getty, doppiato da Gianfranco Miranda
- Andy Brennan, interpretato da Harry Goaz, doppiato da Tony Sansone
- Walter Lawford, interpretato da Grant Goodeve, doppiato da Antonio Sanna
- Vice Sceriffo Jesse Holcomb, interpretato da James Grixoni
- Heidi, interpretata da Andrea Hays, doppiata da Cristina Noci
- Mike Nelson, interpretato da Gary Hershberger, doppiato da Massimo De Ambrosis
- Tommy "Hawk" Hill, interpretato da Michael Horse, doppiato da Gianni Giuliano
- Steven Burnett, interpretato da Caleb Landry Jones, doppiato da Flavio Aquilone
- Beverly Paige, interpretata da Ashley Judd, doppiata da Laura Boccanera
- Jerry Horne, interpretato da David Patrick Kelly, doppiato da Luciano Roffi
- Donna nella macchina, interpretata da Laura Kenny
- Catherine Martell, interpretata da Piper Laurie[7]
- Elizabeth, interpretata da Jane Levy
- Mickey, interpretato da Jeremy Lindholm
- Norma Jennings, interpretata da Peggy Lipton, doppiata da Barbara Castracane
- Miriam Sullivan, interpretata da Sarah Jean Long, doppiata da Letizia Ciampa
- Louie "Birdsong" Budway, interpretato da Bellina Martin Logan
- James Hurley, interpretato da James Marshall, doppiato da Mauro Gravina
- Charlie, interpretato da Clark Middleton, doppiato da Mino Caprio
- Ed Hurley, interpretato da Everett McGill, doppiato da Nino Prester
- Pete Martell, interpretato da Jack Nance[7]
- Kriscol interpretato da Bill O'Dell
- Skipper, interpretato da Casey O'Neill
- Jacques Renault[7] e Jean-Michel Renault, interpretati da Walter Olkewicz, doppiato da Stefano De Sando
- Vice Sceriffo Chad Broxford, interpretato da John Pirruccello, doppiato da Roberto Certomà
- Alice Tremond, interpretata da Mary Reber, doppiata da Stefanella Marrama
- Lucy Brennan, interpretata da Kimmy Robertson, doppiata da Antonella Rinaldi
- Nadine Hurley, interpretata da Wendy Robie, doppiata da Paola Giannetti
- Johnny Horne, interpretato da Eric Rondell
- Toad, interpretato da Marv Rosand
- Chuck, interpretato da Rodney Rowland
- Rebecca "Becky" Burnett, interpretata da Amanda Seyfried, doppiata da Domitilla D'Amico
- Carl Rodd, interpretato da Harry Dean Stanton, doppiato da Pietro Biondi
- MC, interpretato da JR Starr, doppiato da Carlo Reali
- Betty Briggs, interpretata da Charlotte Stewart, doppiata da Rita Savagnone
- Renee, interpretata da Jessica Szohr
- Dr. Lawrence Jacoby, interpretato da Russ Tamblyn, doppiato da Giorgio Lopez
- Vicina di Steven, interpretata da Lauren Tewes
- Maggie, interpretata da Jodi Thelen
- Freddie Sykes, interpretato da Jake Wardle, doppiato da Emiliano Coltorti
- Gersten Hayward, interpretata da Alicia Witt, doppiata da Selvaggia Quattrini
- Chloe, interpretata da Karolina Wydra
- Ruby, interpretata da Charlyne Yi, doppiata da Eva Padoan
- Sarah Palmer, interpretata da Grace Zabriskie, doppiata da Ludovica Modugno
- Megan, interpretata da Shane Lynch, doppiata da Perla Liberatori
- Sophie, interpretata da Emily Stofle, doppiata da Francesca Fiorentini

### Governo
- Tammy Preston, interpretata da Chrysta Bell, doppiata da Valentina Mari
- Phillip Jeffries, interpretato da David Bowie, doppiato da Roberto Chevalier[7]
- Bill Kennedy, interpretato da Richard Chamberlain, doppiato da Angelo Nicotra
- Diane Evans, interpretata da Laura Dern, doppiata da Alessandra Korompay
- Denise Bryson, interpretata da David Duchovny, doppiato da Gianni Bersanetti
- Randall Headley, interpretato da Jay R. Ferguson, doppiato da Massimo Bitossi
- Albert Rosenfield, interpretato da Miguel Ferrer, doppiato da Paolo Marchese
- Colonnello Davis, interpretato da Ernie Hudson, doppiato da Saverio Indrio
- Gordon Cole, interpretato da David Lynch, doppiato da Renato Cortesi
- Tenente Cynthia Knox, interpretata da Adele René, doppiata da Sabrina Duranti

### Las Vegas
- Uomo che muove la testa, interpretato da Alon Abutbul, doppiato da Gerolamo Alchieri
- Roger, interpretato da Joe Adler, doppiato da Paolo Vivio
- Lorraine, interpretata da Tammie Baird, doppiata da Tatiana Dessi
- Bradley Mitchum, interpretato da Jim Belushi, doppiato da Massimo Rossi
- Dottor Ben, interpretato da John Billingsley, doppiato da Oliviero Dinelli
- Tommy, interpretato da Ronnie Gene Blevins, doppiato da Christian Iansante
- Darren, interpretato da Wes Brown
- Agente Reynaldo, interpretato da Juan Carlos Cantu
- Detective T. Fusco, interpretato da Larry Clarke, doppiato da Luigi Ferraro
- Sergente, interpretato da Jelani Quinn, doppiato da Corrado Conforti
- Contabile polacco, interpretato da Jonny Coyne
- Warrick, interpretato da David Dastmalchian, doppiato da Edoardo Stoppacciaro
- Jimmy, interpretato da Jeremy Davies, doppiato da Massimiliano Alto
- Phil Bisby, interpretato da Josh Fadem
- Madre, interpretata da Rebecca Field
- Duncan Todd, interpretato da Patrick Fischler, doppiato da Alberto Bognanni
- Sonny Jim Jones, interpretato da Pierce Gagnon
- Tossica, interpretata da Hailey Gates
- Supervisore Burns, interpretato da Brett Gelman
- Detective "Smiley" Fusco, interpretato da Eric Edelstein, doppiato da Enrico Di Troia
- Cassiera del Casinò, interpretata da Meg Foster
- Rodney Mitchum, interpretato da Robert Knepper, doppiato da Franco Mannella
- Detective D. Fusco, interpretato da David Koechner, doppiato da Enzo Avolio
- Autista Liomusine, interpretato da Jay Larson
- Uomo saggio, interpretato da Josh McDermitt
- Bushnell Mullins, interpretato da Don Murray, doppiato da Carlo Valli
- Candy Shaker, interpretata da Sara Paxton
- Rhonda, interpretata da Elena Satine, doppiata da Chiara Gioncardi
- Detective Clark, interpretato da John Savage, doppiato da Davide Marzi
- Candie, interpretata da Amy Shiels
- Bambino, interpretato da Sawyer Shipman
- Anthony Sinclair, interpretato da Tom Sizemore, doppiato da Pasquale Anselmo
- Frank, interpretata da Bob Stephenson
- Bill Shaker, interpretato da Ethan Suplee, doppiato da Simone Mori
- Jackie, interpretata da Sabrina S. Sutherland
- Jake, interpretato da Bill Tangradi
- Gene, interpretato da Greg Vrotsos
- Janey-E Jones, interpretata da Naomi Watts, doppiata da Barbara De Bortoli
- Jade, interpretata da Nafessa Williams, doppiata da Gemma Donati
- Ike "The Spike" Stadtler, interpretato da Christophe Zajac-Denek

### Buckhorn, South Dakota
- Constance Talbot, interpretata da Jane Adams, doppiata da Anna Cesareni
- Marjorie Green, interpretata da Melissa Bailey, doppiata da Ilaria Giorgino
- Jack, interpretato da Steve Baker
- Detective Dave Macklay, interpretato da Brent Briscoe, doppiato da Roberto Stocchi
- Detective Don Harrison, interpretato da Bailey Chase, doppiato da Andrea Lavagnino
- Buella, interpretata da Kathleen Deming, doppiata da Graziella Polesinanti
- George Bautzer, interpretato da Neil Dickson, doppiato da Angelo Nicotra
- Ray Monroe, interpretato da George Griffith, doppiato da Simone D'Andrea
- Phyllis Hastings, interpretata da Cornelia Guest, doppiata da Roberta Pellini
- Darya, interpretata da Nicole LaLiberte, doppiata da Letizia Scifoni
- Chantal Hutchens, interpretata da Jennifer Jason Leigh, doppiata da Stella Musy
- William Hastings, interpretato da Matthew Lillard, doppiato da Francesco Prando
- Randy Hollister, interpretato da Karl Makinen
- Donna francese, interpretata da Bérénice Marlohe
- Direttore Dwight Murphy, interpretato da James Morrison, doppiato da Fabrizio Pucci
- Agente Olson, interpretato da Christopher Murray
- Hank, interpretato da Max Perlich
- Hutch, interpretato da Tim Roth, doppiato da Marco Mete

### Esseri soprannaturali
- American Girl, interpretata da Phoebe Augustine[7], doppiata da Rossella Acerbo
- Monica Bellucci interpreta sé stessa
- Boscaiolo, interpretato da Robert Broski, doppiato da Pierluigi Astore
- Esperimento, interpretata da Erica Eynon
- Laura Palmer, interpretata da Sheryl Lee, doppiata da Roberta Paladini
- Señorita Dido, interpretata da Joy Nash
- Uomo che salta, interpretato da Carlton Lee Russell
- BOB, interpretato da Frank Silva[7]
- Donna procace, interpretata da Malachy Sreenan
- Philip Gerard, interpretato da Al Strobel, doppiato da Ambrogio Colombo
- Il Fuochista, interpretato da Carel Struycken,[8] doppiato da Eugenio Marinelli
- Leland Palmer, interpretato da Ray Wise
- Naido, interpretata da Nae Yuuki

### Altri luoghi
New York City
- Guardia, interpretata da Michael Bisping
- Sam Colby, interpretato da Ben Rosenfield, doppiato da Emanuele Ruzza
- Tracey Barberato, interpretata da Madeline Zima, doppiata da Elena Perino

Nuovo Messico, 1956
- Moglie, interpretata da Leslie Berger
- Disc Jockey, interpretato da Cullen Douglas
- Ragazza, interpretata da Tikaeni Faircrest
- Marito, interpretato da Tad Griffith
- Ragazzo, interpretato da Xolo Mariduena
- Receptionist, interpretata da Tracy Philips

Montana
- Muddy, interpretato da Frank Collison, doppiato da Luca Dal Fabbro
- Contabile della fattoria, interpretato da Christopher Durbin
- Renzo, interpretato da Derek Mears, doppiato da Roberto Draghetti

Odessa, Texas
- Cowboy n. 3, interpretato da Matt Battaglia
- Kristi, interpretata da Francesca Eastwood
- Cowboy n. 1, interpretato da Heath Hensley, doppiato da Alberto Angrisano
- Cowboy n. 2, interpretato da Rob Mars
- Carrie Page, interpretata da Sheryl Lee

### Artisti musicali
- "Part 2" e "Part 12": Ruth Radelet, Adam Miller, Johnny Jewel e Nat Walker (Chromatics)
- "Part 3": Jack Torrey, Page Burkum, Joel Paterson, Beau Sample, and Alex Hall (The Cactus Blossoms)
- "Part 4" e "Part 9": Heather D'Angelo, Erika Forster e Annie Hart (Au Revoir Simone)
- "Part 5": Riley Lynch, Alex Zhang Hungtai, Sam Smith e Dean Hurley (Trouble)
- "Part 6": Sharon Van Etten, Carolyn Pennypacker Riggs, John Phillip Irons e Zeke Hutchins (Sharon Van Etten)
- "Part 8": Trent Reznor, Atticus Ross, Mariqueen Maandig, Robin Finck, Alessandro Cortini e Joey Castillo ("The" Nine Inch Nails)
- "Part 9": Hudson Mohawke
- "Part 10": Rebekah Del Rio, Moby
- "Part 13": James Marshall (nei panni di James Hurley)
- "Part 14": Lissie con Eric Sullivan, Lewis Keller e Jesse Siebenberg
- "Part 15": Finn Andrews, Sophia Burn, Uberto Rapisardi (The Veils)
- "Part 16": Eddie Vedder (accreditato come Edward Louis Severson III)
- "Part 17": Julee Cruise

## Produzione

### Sviluppo
La produzione di un sequel della serie televisiva di culto I segreti di Twin Peaks (Twin Peaks) fu annunciata per la prima volta il 6 ottobre 2014; il piano iniziale prevedeva la realizzazione per la rete televisiva via cavo Showtime di una miniserie in nove parti che sarebbe stata scritta interamente dai due ideatori della serie originale, David Lynch e Mark Frost, e diretta dallo stesso Lynch. Il progetto era nato su iniziativa di Frost, il quale, molti anni dopo la fine prematura dell'opera originale, invitò Lynch a rimettere mano insieme a Twin Peaks. Lynch spiegò di essersi spesso ritrovato, nonostante il passare del tempo, a pensare a un possibile seguito, essendo innamorato dell'universo ideato con Frost, quindi accettò l'invito e presto i due incominciarono ad abbozzare nuove sceneggiature usando Skype dalle rispettive abitazioni.
Nel marzo del 2015 Lynch aveva espresso dubbi sul progetto a causa di "complicazioni" sorte nelle trattative con i dirigenti di Showtime, in particolare legate al budget messo a disposizione per la produzione. Il 15 maggio 2015 tuttavia il progetto fu confermato ufficialmente e, circa una settimana più tardi, fu formalizzata la produzione di diciotto episodi, il doppio di quelli previsti inizialmente, oltre che annunciato il ritorno di Angelo Badalamenti come compositore musicale.
Lynch affermò di considerare la nuova serie come un film autonomo, ma senza escludere del tutto la possibilità di estendere la storia narrata. La trama, i cui dettagli vennero tenuti celati fino al debutto della serie, è ambientata nel presente, e i circa 25 anni passati dalla fine della serie originale si ricollegano agli eventi del suo finale, oltre che al film prequel Fuoco cammina con me (Fire Walk With Me).

### Casting
Il 12 gennaio 2015 fu annunciato il ritorno di Kyle MacLachlan nei panni dell'agente speciale Dale Cooper. Nel mese di ottobre 2015 Michael Ontkean, interprete dello sceriffo Truman, ritiratosi dall'attività di attore, declinò l'offerta di ritornare nella fiction, venendo quindi rimpiazzato da Robert Forster nel ruolo dello sceriffo di Twin Peaks. Negli ultimi mesi del 2015 fu confermato il ritorno anche di Miguel Ferrer, nei panni di Albert Rosenfield, Richard Beymer e David Patrick Kelly, interpreti di Benjamin e Jerry Horne, Alicia Witt, nei panni di Gersten Hayward, e Michael Horse, interprete di Tommy "Hawk" Hill. All'inizio del 2016 fu confermato il ritorno di Sherilyn Fenn nel ruolo di Audrey Horne, mentre David Lynch confermò che avrebbe ripreso il ruolo di Gordon Cole.
In seguito fu confermato il ritorno, tra gli altri, di Mädchen Amick (Shelly Johnson), Dana Ashbrook (Bobby Briggs), Sheryl Lee (Laura Palmer e Maddy Ferguson), Peggy Lipton (Norma Jennings), Kimmy Robertson (Lucy Moran), Wendy Robie (Nadine Hurley), Carel Struycken (Il Gigante), Russ Tamblyn (Lawrence Jacoby) e Catherine E. Coulson (Signora Ceppo), che fece in tempo a girare alcune scene prima della morte avvenuta alla fine di settembre 2015. Oltre a Ontkean, gli altri membri del cast originale che non furono coinvolti nel progetto sono Piper Laurie (Catherine Martell), Lara Flynn Boyle (Donna Hayward), Michael J. Anderson (Il Nano), Joan Chen (Josie Packard), Eric Da Re (Leo Johnson) e Heather Graham (Annie Blackburn).
Oltre a Robert Forster, tra i nuovi membri del ricco cast, interamente composto da 217 elementi tutti svelati il 25 aprile 2016, figurano diversi attori noti, tra cui: Jane Adams, Monica Bellucci, Jim Belushi, Michael Cera, Laura Dern, Francesca Eastwood, Meg Foster, Ashley Judd, Robert Knepper, Jennifer Jason Leigh, Jane Levy, Matthew Lillard, Sara Paxton, Tim Roth, Amanda Seyfried, Naomi Watts e Madeline Zima. Anche David Bowie sarebbe dovuto ricomparire nel ruolo di Phillip Jeffries, ma la sua morte lo impedì.

### Riprese
Le riprese vennero effettuate sulla base di un'unica lunga sceneggiatura con le suddivisioni in episodi fatte solo in fase di montaggio. I lavori sui set iniziarono nel mese di settembre 2015, terminando ad aprile 2016.

### Colonna sonora
Le musiche della serie sono composte da Angelo Badalamenti.

## Distribuzione

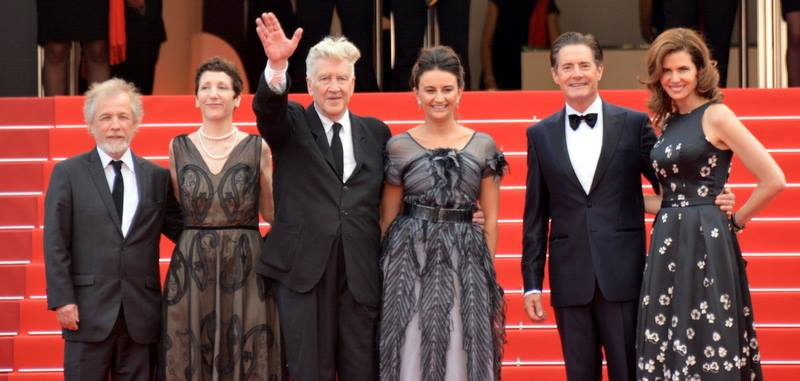
Lynch e MacLachlan al Festival di Cannes 2017.

La serie ha debuttato il 21 maggio 2017 sul canale via cavo Showtime. Inizialmente la serie era prevista per il 2016, ma nel luglio 2015 la première venne rimandata al 2017. I primi due episodi vennero inoltre presentati al Festival di Cannes 2017.
In Italia è andata in onda su Sky Atlantic dal 26 maggio 2017. La serie è trasmessa anche in lingua originale in simulcast con Showtime.

## Accoglienza
Sull'aggregatore di recensioni Rotten Tomatoes, la serie ha un indice di gradimento del 94%, con un voto medio di 7.8 su 10 e basato su 460 recensioni. Il commento del sito recita: "Surreale, ricco di suspense e visivamente splendido, questo nuovo Twin Peaks è un trionfo autoriale per David Lynch". Su Metacritic, ha un voto medio di 74 su 100 basato su 26 recensioni.
Sonia Saraiya di Variety, recensendo i primi due episodi, ha scritto che "Twin Peaks: Il ritorno è strano e inquietante e lento. Ma è interessante [...] La visione di Lynch è così totale e assoluta che riesce a cavarsela anche con elementi che in altri casi sarebbero stati inaccettabili". Laura Miller di Slate ha affermato che la serie "non è la fusione di sensibilità autoriale e mainstream che il pubblico si aspetta. È David Lynch allo stato puro –– ed è magnifico". Daniel Fienberg di The Hollywood Reporter ha definito Twin Peaks "una sensazione che ti travolge, un viaggio da compiere, non una serie di eventi che accadono". Fienberg ha inoltre affermato che è difficile recensire due soli episodi della serie, poiché "è ovvio che Twin Peaks è un'unica opera di 18 ore. Non c'è una separazione tangibile tra gli episodi e se non ci fossero stati i titoli di coda, la seconda ora sarebbe potuta scorrere senza problemi nella terza ora. Questa non è una serie televisiva a episodi. È un'altra cosa".
Emily L. Stevens di The A.V. Club ha dato ai primi due episodi il massimo punteggio, definendoli "una visione Lynchiana senza filtri, non legata alle strutture delle soap opera, dei procedurali di polizia, o dei thriller, che diedero forma ai primi episodi originali di Twin Peaks. Sono sfacciati nella loro perseveranza, nei loro lunghi e inquieti momenti e nei loro misteri non spiegati". Stevens ha inoltre parlato della possibile accoglienza della serie da parte della critica e del pubblico, scrivendo: "Sarà molto difficile per due persone andare d'accordo su questa première in due parti, in parte perché la valutazione del revival da parte dello spettatore dipenderà da quello che speravano di vedere. Se vi aspettate il ritorno dell'umorismo esagerato e talvolta amichevole delle due stagioni originali di Twin Peaks, questa première potrebbe essere uno shock. Se vi aspettate quel mix di generi un tempo turbante, ora familiare, questa première... non è così".
Daniel D'Addario del TIME, al contrario, ha criticato i primi due episodi, scrivendo che "lo show, che ricavava la sua forza dalle conseguenze di un evento traumatico in una piccola comunità, ha deciso di raccontare una storia più strana e più grande -- così grande, in effetti, che ha per il momento soffocato tutto quello che faceva funzionare Twin Peaks.
Il noto dizionario dei film "Il Mereghetti", curato da Paolo Mereghetti, assegna a questa terza stagione, che equivale ad un film di 18 ore, 4 stelle su 4.
Al Festival di Cannes 2017 i primi due episodi vennero accolti da una standing ovation di cinque minuti.

### Indici d'ascolto
Il debutto della durata di due ore andato in onda il 21 maggio 2017 negli Stati Uniti, fu visto da un pubblico di 506 000 telespettatori su Showtime, indice d'ascolto che Deadline Hollywood definì "non eccezionale per un progetto di prestigio così fortemente pubblicizzato". Gli ascolti aumentarono a 626 000 dopo la replica della notte stessa e altri 450 000 telespettatori videro il programma via streaming e on-demand.
Il numero di spettatori della prima aumentò a 804 000 secondo i rilevamenti di Live+3, con circa 1.7 milioni di visualizzazioni via streaming e piattaforme on-demand. Showtime annunciò che nel weekend di debutto di Twin Peaks c'era stato il picco di adesioni al loro servizio streaming. Prima del finale, la stagione aveva in media 2 milioni di spettatori a settimana, includendo repliche e streaming. Il presidente di Showtime David Nevins dichiarò che Twin Peaks "aveva superato le aspettative" da un punto di vista finanziario.

## Riconoscimenti
| Anno | Cerimonia                                | Categoria                                                                             | Nomination | Risultato       | Note          |
| ---- | ---------------------------------------- | ------------------------------------------------------------------------------------- | --- | --------------- | ------------- |
| 2018 | Art Directors Guild Awards               | One-Hour Contemporary Single-Camera Television Series                                 | Ruth De Jong | Candidato/a     | [ 46 ]        |
| 2018 | Cinema Audio Society Awards              | Outstanding Achievement In Sound Mixing – Television Movie or Mini-Series             | Douglas Axtell, Ron Eng, Dean Hurley                                                                                    | Candidato/a     | [ 47 ]        |
| 2018 | Dorian Awards                            | TV Drama of the Year                                                                  | Twin Peaks: The Return                                                                                                  | Candidato/a     | [ 48 ]        |
| 2018 | Dorian Awards                            | TV Performance of the Year – Actor                                                    | Kyle MacLachlan | Vincitore/trice | [ 48 ]        |
| 2018 | Golden Globe Awards                      | Miglior attore in una miniserie televisiva                                            | Kyle MacLachlan | Candidato/a     | [ 49 ]        |
| 2018 | Golden Reel Awards                       | Outstanding Achievement in Sound Editing – Episodic Short Form                        | David Lynch, Dean Hurley                                                                                                | Candidato/a     | [ 50 ]        |
| 2018 | Saturn Awards                            | Best Television Presentation                                                          | Twin Peaks: The Return                                                                                                  | Vincitore/trice | [ 51 ] [ 52 ] |
| 2018 | Saturn Awards                            | Best Actor on Television                                                              | Kyle MacLachlan | Vincitore/trice | [ 51 ] [ 52 ] |
| 2018 | Saturn Awards                            | Best Supporting Actor on Television                                                   | Miguel Ferrer | Candidato/a     | [ 51 ] [ 52 ] |
| 2018 | Saturn Awards                            | Best Guest Performance in a Television Series                                         | David Lynch | Vincitore/trice | [ 51 ] [ 52 ] |
| 2018 | Saturn Awards                            | Best DVD or Blu-ray Television Release                                                | Twin Peaks: A Limited Event Series                                                                                      | Candidato/a     | [ 51 ] [ 52 ] |
| 2018 | TCA Award                                | Outstanding Achievement in Movies, Miniseries and Specials                            | Twin Peaks: The Return                                                                                                  | Candidato/a     | [ 53 ]        |
| 2018 | Premi Emmy 2018                          | Outstanding Writing for a Limited Series, Movie or Drama Special                      | David Lynch e Mark Frost                                                                                                | Candidato/a     | [ 54 ]        |
| 2018 | Premi Emmy 2018                          | Outstanding Directing for a Limited Series, Movie or Drama Special                    | David Lynch | Candidato/a     | [ 54 ]        |
| 2018 | 70th Primetime Creative Arts Emmy Awards | Outstanding Production Design for a Narrative Contemporary Program (One Hour or More) | Ruth De Jong, Cara Brower, Florencia Martin                                                                             | Candidato/a     | [ 55 ]        |
| 2018 | 70th Primetime Creative Arts Emmy Awards | Outstanding Cinematography for a Limited Series or Movie                              | Peter Deming per Episodio 8                                                                                             | Candidato/a     | [ 55 ]        |
| 2018 | 70th Primetime Creative Arts Emmy Awards | Outstanding Single-Camera Picture Editing for a Limited Series or Movie               | Duwayne Dunham per Episodio 8                                                                                           | Candidato/a     | [ 55 ]        |
| 2018 | 70th Primetime Creative Arts Emmy Awards | Outstanding Hairstyling for a Limited Series or Movie                                 | Clare M. Corsick, Bryn Leetch                                                                                           | Candidato/a     | [ 55 ]        |
| 2018 | 70th Primetime Creative Arts Emmy Awards | Outstanding Makeup for a Limited Series or Movie (Non-Prosthetic)                     | Debbie Zoller, Richard Redlefsen                                                                                        | Candidato/a     | [ 55 ]        |
| 2018 | 70th Primetime Creative Arts Emmy Awards | Outstanding Sound Editing for a Limited Series, Movie or Special                      | Ron Eng, Dean Hurley, David Lynch, David A. Cohen, Kerry Dean Williams, Luke Gibleon, Willard Overstreet per Episodio 8 | Candidato/a     | [ 55 ]        |
| 2018 | 70th Primetime Creative Arts Emmy Awards | Outstanding Sound Mixing for a Limited Series or Movie                                | Ron Eng, Dean Hurley, Douglas Axtell per Episodio 8                                                                     | Candidato/a     | [ 55 ]        |